# Polgárosodás
A polgárosodás a polgárság kialakulásának, a polgári és emberi jogok megszerzésének máig tartó folyamata. A polgári társadalom jellemzőit kialakító, azt meghatározó elméletek a 17-18. század folyamán jönnek létre, majd az utópia a gyakorlati politizálás alapjává, ideológiává vált.

## A polgárosodás nemzetközi folyamata
Az európai polgárosodás folyamata a korai középkorban kezdődött, s a polgár a francia forradalmat követő átalakulás folyamán lett teljes jogú alanya a polgári vagy civil társadalomnak. A választójogi törvények kiterjesztése során, a XIX. század második felében és a XX. század elején lett a polgárság univerzális igény a tényleges kiváltságolt polgársággal szemben. Ekkor a polgárosodásnak általános demokratizálódáshoz, a szociális állam kialakításához és a nemek közti egyenjogúság felé kellett vezetnie.
1642-től, az angol polgári forradalomtól kezdődően Nagy-Britanniában, majd fokozatosan Nyugat-Európa más országaiban a polgárság kezébe került a gazdasági hatalom. A művészetekben a barokk stílus korszakáról beszélhetünk. A 18. századot a felvilágosodás korának is nevezik.
A 18. század végétől a nyugati világ polgári forradalmai az emberi jogok és a polgári demokráciák máig tartó fejlődését indították el. A sort 1776-ban az Amerikai Egyesült Államok megalapítását eredményező amerikai függetlenségi háború, majd 1789-ben az egész Európára nagy hatást gyakorló francia forradalom nyitották meg. Az új liberális (szabadelvű) eszmék terjedésében Napóleon rendkívüli pályafutása és hódításai is szerepet játszottak.

## A polgárosodás Magyarországon

### Polgár szó eredete
A magyar polgár szó német eredetű, XIII. századi átvétel. Kezdettõl fogva valamely város teljes jogú lakosát jelentette csakúgy, mint a Bürger , vagy a bourgeois .

### Polgárosodás a reformkorban
Magyarországon a polgárosodás a reformkorban (az 1840-es években) vette kezdetét. A reformkor fő célja volt, hogy az alapvetően feudális jellegű magyar társadalom (jobbágyok, nemesek, városi polgárság, papság) alakuljon át a nyugat-európai polgári társadalmak (vállalkozók, tőkések, kis-, közép, nagypolgárság, munkásság stb.) mintájára, s közben az ország gazdasági szerkezete is modernizálódjon.
1834-ben Pesten, Magyarország első pezsgőgyárát, a "Prückler Ignácz Magyarország első rum-, likőr- és pezsgőgyára" név alatt a római katolikus alsó-bajorországi származású Prückler Ignác (1809–1876) alapította meg; 1841-ben az első gépgyár, a "Röck István Gépgyára" Kelenföldön, miután a luteránus vallású Röck István (1812–1882) atyja üzemét fejlesztette. 1843-ben az első hintó- és kocsigyár, a pesti „Kölber Testvérek” kocsigyára, amelynek a fejlesztője a római katolikus Kölber Fülöp (1816–1902) vezérigazgató volt. 1859-ben Pesten, az osztrák-magyar monarchia első tésztagyárát, a "Topits József fia Első magyar gőztésztagyárat", a római katolikus morvaországi származású Topits József (1824–1876) hozta létre. Ez a nemzedék, amely felemelkedett vagyonos nagypolgárokra, már Pesten született és város, valamint az ország fejlesztésére törekedtek.
Előmozdítója – mivel modern értelemben vett polgárság Magyarországon nem létezett – a birtokos nemesség és nemesi értelmiség volt, amely maga is polgárosodni akart, igyekezett magáévá tenni a polgári értékrendet és életformát. 1848-ban a forradalom elhárította a polgárosodás intézményes és jogi akadályait, lerombolta a hagyományos, rendi struktúrát, de annak jelentős maradványai, elemei – elsősorban a mentalitás, a közéleti magatartás szintjén – beépültek a kialakuló polgári szerkezetbe. A modern gazdasági növekedés hatására felgyorsult az urbanizáció (városiasodás), a térbeli és strukturális mobilitás, és kibontakozott a magyar társadalom polgári átrétegződése: új, polgári jellegű társadalmi rétegek alakultak ki. Az egykori nemesség, a kézműves kisiparosok és a parasztság polgárosodása vontatottan haladt.
A kiegyezés után megerősödő vállalkozó nagyburzsoázia átvette a gazdaság modern szektorainak irányítását, a politikai hatalmi pozíciókat viszont át kellett engednie a nagybirtokos arisztokráciának. A kialakuló polgári középosztályban nem az önálló vállalkozók és szabad értelmiségiek domináltak, hanem a modern állam és gazdaság differenciálódó igényeinek megfelelően gyorsan növekvő köz- és magántisztviselői és hivatalnoki réteg. A hazai burzsoázia és polgári középosztály nem a reformkori polgárosodó nemességből, sem a városok hagyományos iparos és kereskedő polgárságából alakult ki, hanem zömében a 18–19. században bevándorolt és asszimilált, túlnyomórészt zsidókból és németekből.
A korábban említett nemzedékkel később, 1882-ben Pesten, az "Első Magyar konzerv- és ércáru gyárat" az izraelita származású Weiss Manfréd hozta létre; ez a vállalat majd a rendkivüli sikeres és ismert Weiss Manfréd Acél- és Fémművek-re fejlődött. A Ganz vállalatok több ágra terjeszkedtek, és szinte az ország egyik legsikeresebb üzemmé vált.

### Polgárosodás a XX. században
A paraszti rétegek aránya a századfordulót követően a társadalom több mint kétharmadát és az 1950-es évek elején is közel fele részét tette ki. A 20. század első évtizedeiben a nagybirtokosok kezében volt a földterület mintegy 40%-a, és ebből adódóan a parasztságon belül 1910-ben meglehetősen magas részarányt (40%-ot) képviseltek a föld nélküli mezőgazdasági munkások és cselédek.
A hazai paraszti polgárosodás viszonylag gyenge bázisára utal az a tény, hogy 1910-ben az önálló parasztok közel kétharmadának legfeljebb 10 hold földterülete volt. Alacsony volt a közép-, illetve gazdagparaszti csoportok aránya a parasztság egészén belül.
A polgároknak minősíthető, önálló iparosok és kereskedők rétege mindössze 8,5%-ot tett ki (1910). E réteg nagyobb része azonban a falusi iparosokból került ki, akiknek gyakorta nem az iparosmesterség adta a fő megélhetési forrást, hanem a mezőgazdaság. Általános vonás volt, hogy a falusi iparosok – a helyi agrártársadalomhoz való szoros kötődésük miatt is – jelentős gazdaságot tartottak fenn. Emiatt csupán a nagyvárosokban élő önálló iparosok és kereskedők minősíthetők valóban polgári rétegnek.
A kapitalizálódás előrehaladtával egyre számottevőbb réteget alkotott a munkásság, 1910-ben az aktív keresők 13,6%-át. Más rétegekhez hasonlóan a munkásságot is az erőteljes belső tagozódás jellemezte. A társadalmi presztízs és az életkörülmények szempontjából igen nagy különbségek voltak a „munkásarisztokráciát” alkotó előmunkások, szakmunkások és a képzetlen segédmunkások között. A társadalomban elfoglalt helyüket tekintve a munkássághoz némileg hasonló helyzetben voltak a háztartási alkalmazottak és a cselédek (arányuk 1910-ben 5%-ot tett ki), ám e réteg is nagyon heterogén volt.
Részben az iparosodás térhódításával, részben a közigazgatás bonyolultabbá válásával, fokozatosan növekedett a szellemi foglalkozásúak rétege (1910-ben arányuk 4,2%). Túlnyomó többséget alkottak a köz- és a magántisztviselők, míg a szellemi szabadfoglalkozásúak csoportja (orvosok, ügyvédek) csak viszonylag kisebb kört foglalt magába.
Összegezve az I. világháborút megelőző időszak főbb vonásait, elmondható, hogy a tőkés fejlődés nyomán a társadalmi változások számos jelét lehetett megfigyelni. A társadalmi szerkezet alapvetően feudális képződményei mellett mindinkább gyökeret vertek a polgári társadalomra jellemző vonások, ám a társadalomtörténeti szempontból viszonylag rövid periódus csak a változások elindítására volt elégséges.

### A két világháború között
A háborút követően lassan indult el a gazdasági stabilizáció, amelyet az 1920-as évek végén alapvető mértékben visszavetett a világgazdasági válság. Az agrár túlsúlya mérséklődött, azonban az 1920-as években végrehajtott Nagyatádi Szabó István-féle földreform csak kismértékben csökkentette a föld nélküli mezőgazdasági munkásságot, és – a környező országoktól eltérően – Magyarországon megmaradt a nagybirtok dominanciája.
A szellemi foglalkozásúak részaránya az 1940-es évek elejére közel kétszeresére (7,3%) növekedett. E növekedés részben a polgárosodási folyamatokkal magyarázható, részben az I. világháborút követően az elcsatolt területekről tisztviselők tízezrei települtek át Magyarországra.
A legvagyonosabb nagypolgárok gyakori megnevezése a két világháború közti korszakban Magyarországon a "mammutjövedelmű" volt és az adófizetés mennyiség alapján állapították meg; saját bevallásúk szerint ez meghaladta a 100.000 pengőt. Ekkoriban természetesen nemesi vagy polgári származásuktól, valamint vallásuktól függetlenül vegyesen szerepeltek a listán. A budapesti mammutjövedelmüek 1935-re sorrendben a legnagyobb adófizetők és ennél fogva a legtehetősebbek a fővárosban: Auguszt József cukrász, dr. Geist Gyula háztulajdonos, özv. Gschwindt Ernőné, elnök, Haggenmacher Oszkár gyárigazgató, Nagykovácsy Milenkó nagykereskedő, özv. Lenz Gyuláné Gömöry Anna (1874-1946) gyümölcs-nagykereskedő, Brázay Zoltán vezérigazgató, özv. gróf vajai Vay Adámné gróf Zichy Marietta földbirtokos voltak.

## Fontos évszámok a magyar polgárosodáshoz kapcsolódóan
1825: Az 1825-1827-es országgyűlés és egyes értelmezések szerint a reformkor kezdete. Ezen az országgyűlésen ajánlotta fel egyévi jövedelmét Széchenyi István a magyar tudós társaság (a későbbi Magyar Tudományos Akadémia) megalapítására.
1830: Koleralázadás Magyarország északkeleti részén. A lázadást leverték, viszont a nemesség nagy részét ráébresztette a reformok szükségességére.
1832-36: Az első igazi reformországgyűlés. A lényeges reformok (az úrbéri kérdésben pl.) hosszú viták után elbuktak ugyan az udvar ellenállásán, viszont egy sor fontos kérdésben döntöttek (pl. Lánchíd megépítése), és Kossuth Lajos az Országgyűlési tudósításokkal megteremtette az országgyűlés nyilvánosságát.
1844: A magyar államnyelv törvénybe iktatása.
1847: Megalakult a liberálisok egységes szervezete, az Ellenzéki Kör. Március 15-én gyűlést tartottak. Az év végére kiadták az Ellenzéki Nyilatkozatot.
1848. március 15. : Petőfi Sándor és társai („a márciusi ifjak”) által indított pesti forradalom, amely lehetővé
tette az utolsó rendi országgyűlésen a reformok elfogadását és az első
független felelős magyar kormány hivatalba lépését.
1848. április 11. : V. Ferdinánd aláírta az utolsó rendi gyűlésen elfogadott törvényeket („áprilisi törvények”). A törvények többek közt eltörölték a jobbágyságot, a tizedet, az ősiséget, rendelkeztek cenzusos alapon rendezett országgyűlési választásokról, szabályozták a független felelős magyar kormány működését. Ezzel megkezdődött a polgári átalakulás Magyarországon.
1849. április 14. : A tavaszi hadjárat (és Kossuth nyomásának) hatására a Debrecenben ülésező országgyűlés határozatot fogadott el a Habsburg-ház trónfosztásáról és a függetlenségi nyilatkozat kiadásáról.
1867: A kiegyezés. Megegyezés (Deák Ferenc vezetésével) a magyarok és I. Ferenc József, vagyis tulajdonképpen a magyarok és az osztrák-németek között a birodalom berendezkedéséről és abban Magyarország jogairól. Biztosította a független, felelős kormányzást, így a
megegyezés reális kompromisszumot jelentett.
1868: Magyar-horvát kiegyezés. Horvát-Szlavónország széles körű önállóságot kapott. Európa első nemzetiségi törvénye, mely komoly jogokat biztosított a magyarországi nemzetiségeknek.
1875-1890: Tisza Kálmán miniszterelnöksége. Ebben az időszakban épült ki a modern polgári közigazgatás, és jöttek létre a kapitalizmus jogi és intézményi keretei.

## A polgárság kialakulásának tudományos igényű vizsgálata
A polgárság kialakulásának tudományos igényű vizsgálata Magyarországon – a dolog természetéből adódóan – viszonylag új keletű, a kezdetek Szalay László és Horváth Mihály munkásságáig vezethetők vissza. A folytatás ezt követően sokáig várat magára. Trianon után viszont megnövekszik az igény a társadalomtörténeti összefoglalások iránt, igaz, tervszerűség hiányában ilyenek nem születnek, a részterületeken azonban érzékelhető az előrelépés. A városkutatás minden eddiginél nagyobb szerepet kap, felértékelődnek a korábban kevésbé használt források: regnicoláris összeírások, a céhes irodalom, vallási-etnikai szórványok, kereskedelmi tevékenységek vizsgálata. Az új szemléletet tükröző és új eredményeket megfogalmazó kutatók közé sorolható Thirring Gusztáv, Kovács Alajos, Pálffy Ilona, Eckhart Ferenc, Schaffer László, Hodinka Antal, Mályusz Elemér, Kósa János, Kerekes György, Hómann Bálint és Szekfű Gyula.
A magyar polgárosodás alapkérdéseiről modernkori történetírásunkban a Hanák Péter által megrajzolt kép volt évtizedeken át meghatározó. Munkásságának egyik központi témája a polgárság és a dzsentri középosztály viszonya, abból az elvi megfontolásból kiindulva, hogy a középosztály válsága néven zajló vitákban sűrűsödik össze a rendiből a modern társadalomba való átmenet valamennyi problémája.